# Erich Neumann
Erich Neumann (en hebreo: אריך נוימן‎; Berlín, 23 de enero de 1905-Tel Aviv, 5 de noviembre de 1960) fue un psicólogo israelí representante de la escuela evolutiva en psicología analítica.

## Biografía
Estudió filosofía y medicina y posteriormente entró a formar parte del círculo cercano a Carl Gustav Jung. Algunos lo consideran el discípulo más brillante de Jung.
En sus obras principales prosigue la metodología de Jung aplicada a la psicología profunda. Este método se denomina amplificación y consiste en remitir un caso o síntoma a la simbología presente en diversas manifestaciones culturales de diferentes pueblos. Es decir, el carácter empírico de la psicología junguiana no deriva del acierto en el diagnóstico de los síntomas sino en la prueba de la presencia universal de un fenómeno anímico.
En el caso de Erich Neumann, los materiales que emplea son fundamentalmente mitológicos. Es tal el volumen de mitos y símbolos que recorren su discurso psicológico que el propio Jung consideró algunas de sus obras, como por ejemplo Los orígenes e historia de la conciencia, como superadoras de sus propias obras.[cita requerida]
Con todo, Erich Neumann aportó algunos matices personales a los temas junguianos. Así, por ejemplo, la importancia que Neumann proporcionó a los regímenes matriarcal y patriarcal están casi ausentes en Jung. Además, Erich Neumann describió varias constelaciones simbólicas importantes en el proceso de individuación, como la fratría, y se acercó bastante a los postulados de la psicología del yo freudiana (Heinz Hartmann) contemporánea de su obra.

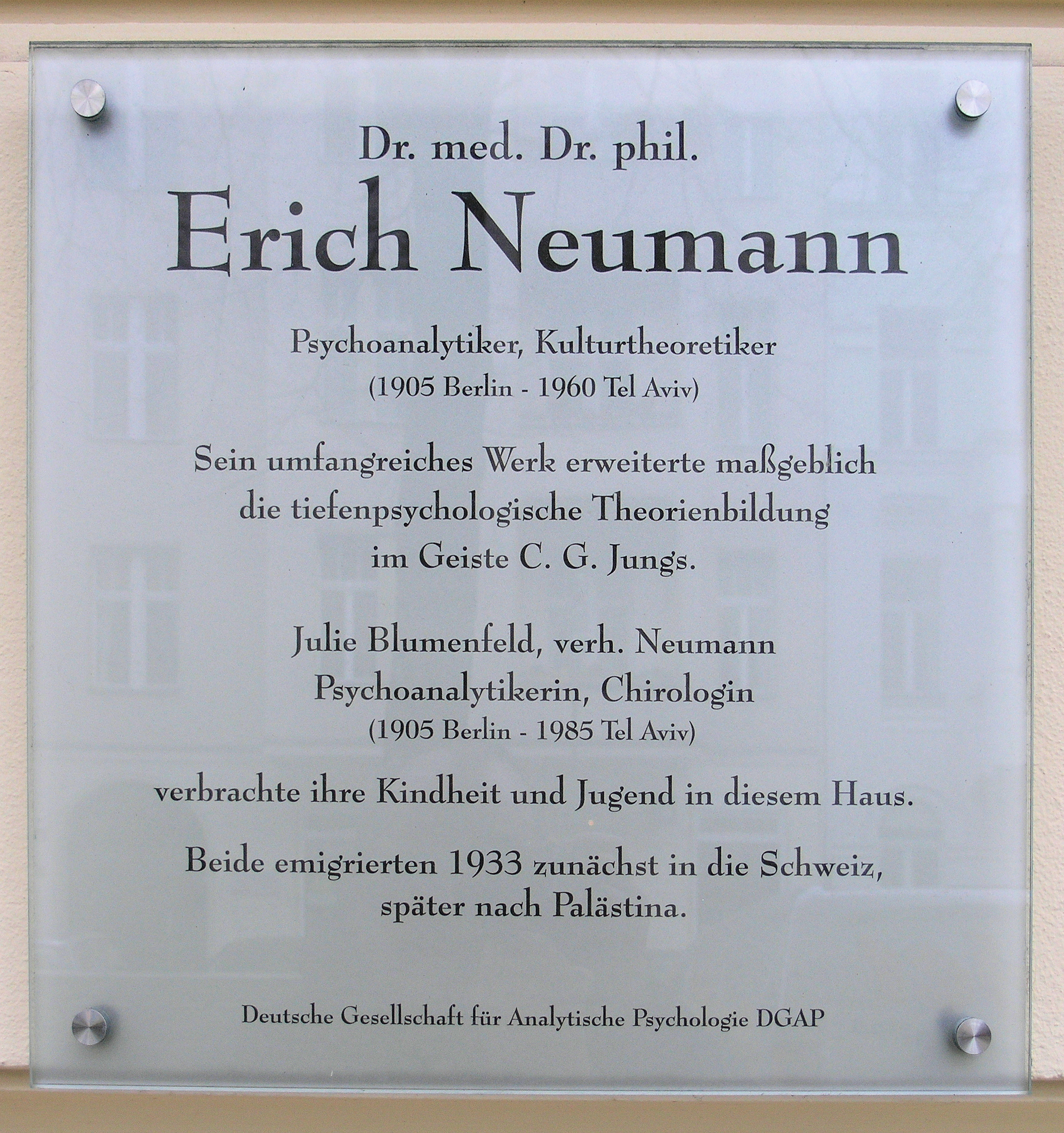
Placa conmemorativa de Erich Neumann, Pariser Straße 4, Berlín-Charlottenburg, Alemania

La aportación que más fama le ha proporcionado a Neumann es su descripción del complejo de la Gran Madre. En una época en que la psicología freudiana estaba centrada en el padre e incluso Jung hablaba de la individuación como salida del incesto primario, Neumann describió con gran detalle la importancia del complejo inconsciente de la Gran Madre, como arquetipo universal con el que se enfrenta todo individuo en su vida. Con ello, se adelantó a las tendencias posteriores que desde el lado freudiano analizaron la relación simbiótica entre madre e hijo, fundamentalmente de la mano de Michael Balint, Melanie Klein, Margaret Mahler, John Bowlby y Heinz Kohut.
Puso de manifiesto el carácter fuertemente ambivalente del arquetipo de la Gran Madre que puede oscilar entre la belleza de Sofía y la gran madre devoradora (narcisista, en terminología psicoanalítica).
A diferencia de Jung se ocupó escasamente de la fenomenología alquímica y concedió preferencia a los ciclos vitales y al entorno sociocultural.
Su obra más madura es Amor y Psique, un comentario del cuento contenido en el libro de Apuleyo El asno de oro. En este librito explica el amor como cúspide de la sublimación de Eros y ánima.
Fue miembro del Círculo Eranos y ha ejercido gran influencia sobre todos los miembros del mismo, ya sea por influjo positivo (Gilbert Durand, Andrés Ortiz-Osés), ya sea porque se han posicionado como críticos de algunas de sus tesis, como en el caso de James Hillman.

## Obra
- Tiefenpsychologie und neue Ethik, Rhein, Zürich, 1949
- Ursprungsgeschichte des Bewusstseins, con un prólogo de C. G. Jung, Rascher, Zürich, 1949
- Amor und Psyche, 1952
- Umkreisung der Mitte, 3 volúmenes, 1953/54
- Die große Mutter. Der Archetyp des großen Weiblichen, Rhein, Zürich, 1956
- Der schöpferische Mensch, 1959
- Die archetypische Welt Henry Moores, 1961, publicado póstumamente
- Krise und Erneuerung, 1961, publicado póstumamente
- Das Kind. Struktur und Dynamik der werdenden Persönlichkeit, 1963, publicado póstumamente en 1980
- Jacob et Esaü: L'archétype des frères ennemis, un symbole du judaïsme, póstumo 2015. Traducción al francés de Jacob and Esau. Reflection on the Brother Motif, (c) Chiron Publications

## Edición en castellano
- El niño. Editorial Traducciones Junguianas. 2025. ISBN 9786124964244.
- Arte e inconsciente creativo. Editorial Traducciones Junguianas. 2021. ISBN 9798474239125.
- Los orígenes e historia de la conciencia. Traducción Juan Brambilla Vega. Editorial Traducciones Junguianas. 2015. ISBN 9786124745317.
- La Gran Madre. Una fenomenología de las creaciones femeninas de lo inconsciente. Traducción Rafael Fernández de Maruri. Colección: Paradigmas. Rústica. Madrid: Editorial Trotta. 2009. ISBN 978-84-9879-027-6.
- Psicología profunda y nueva ética: nueva valoración de la conducta humana a la luz de la psicología moderna. Madrid: Alianza Editorial. 2007. ISBN 978-84-206-6088-2.